# Mengschlucht

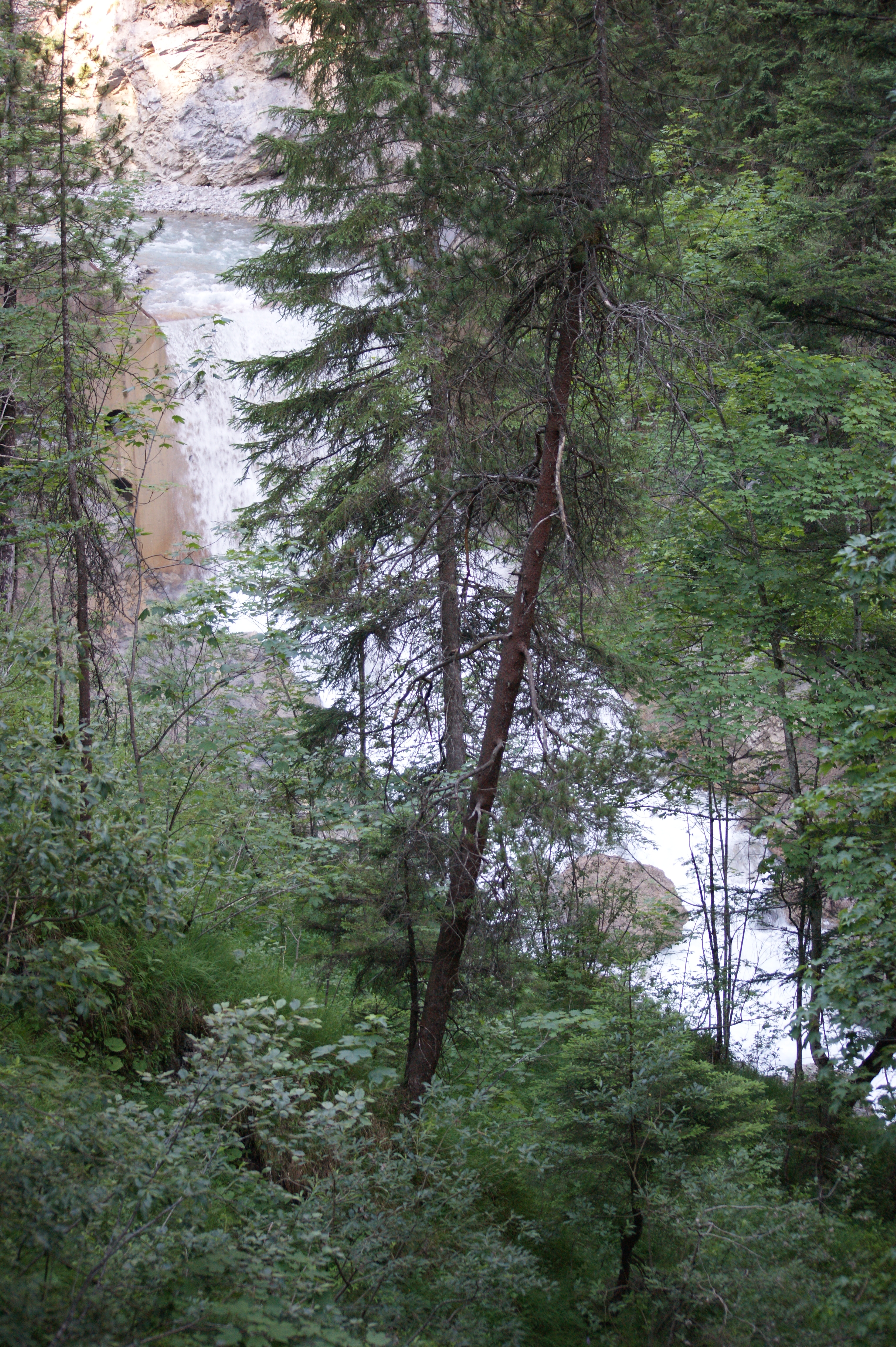
Mengschlucht bei Federsloch

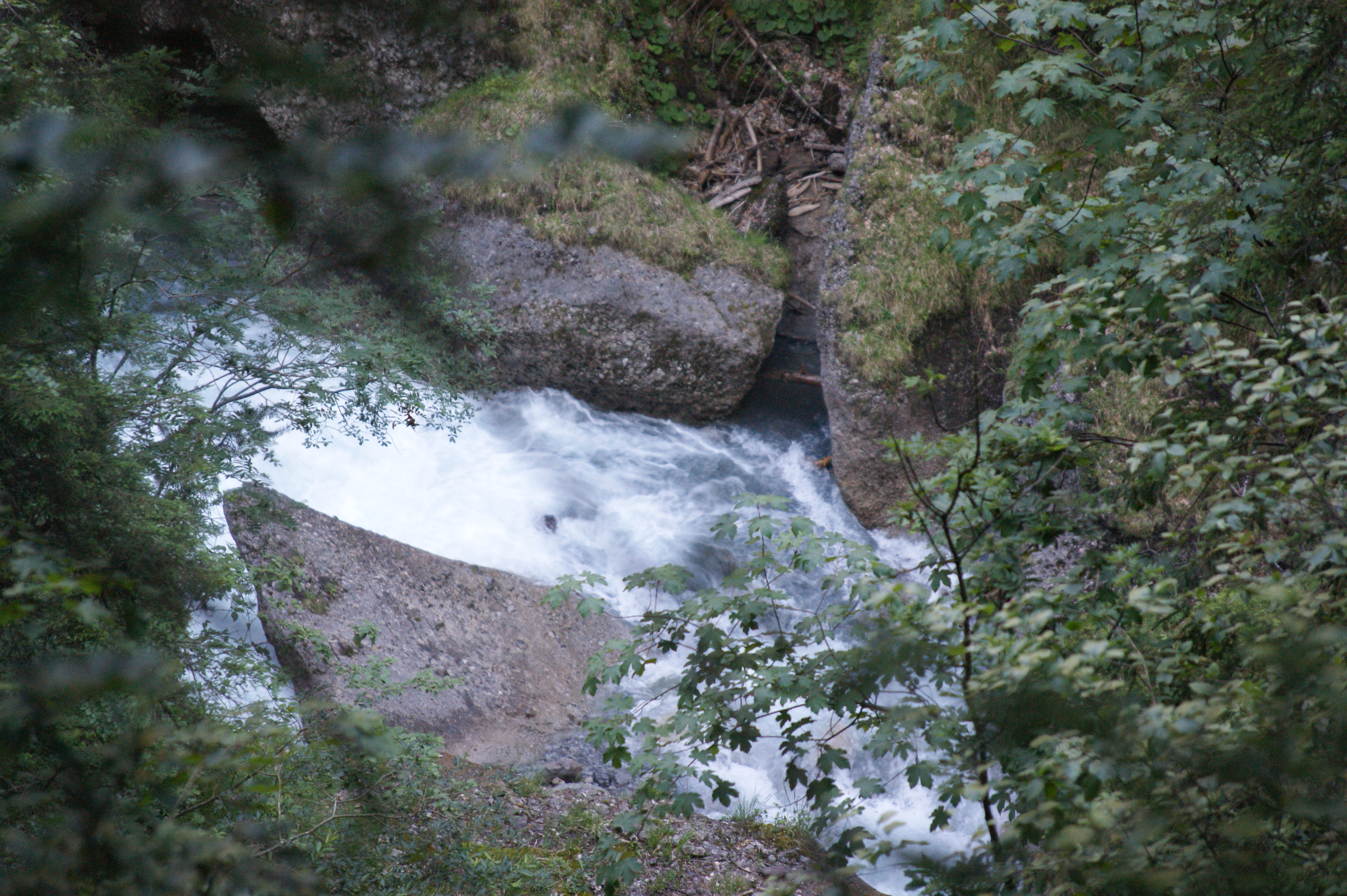
Mengschlucht

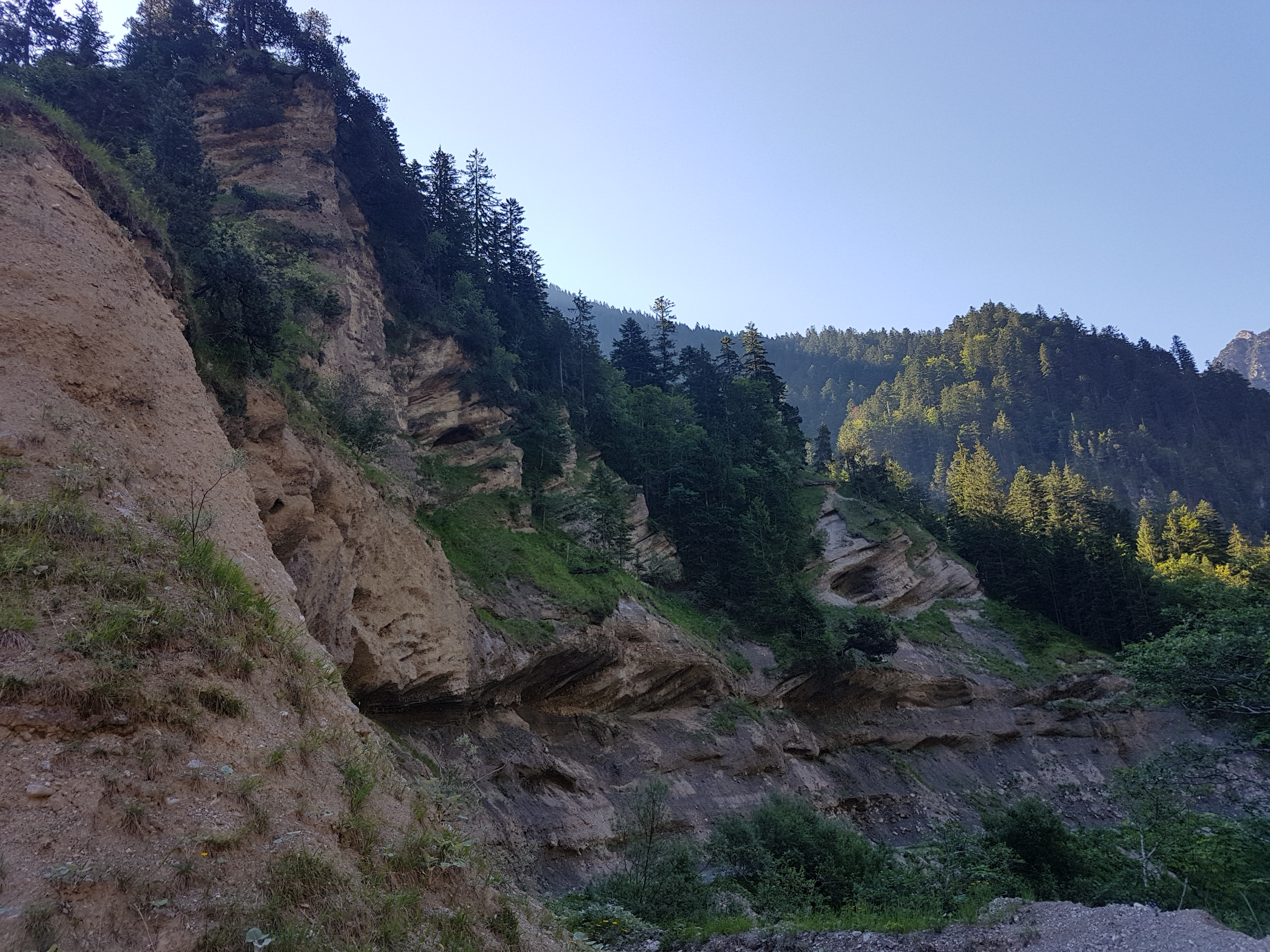
Mengschlucht bei Badigul/nackiger Weg

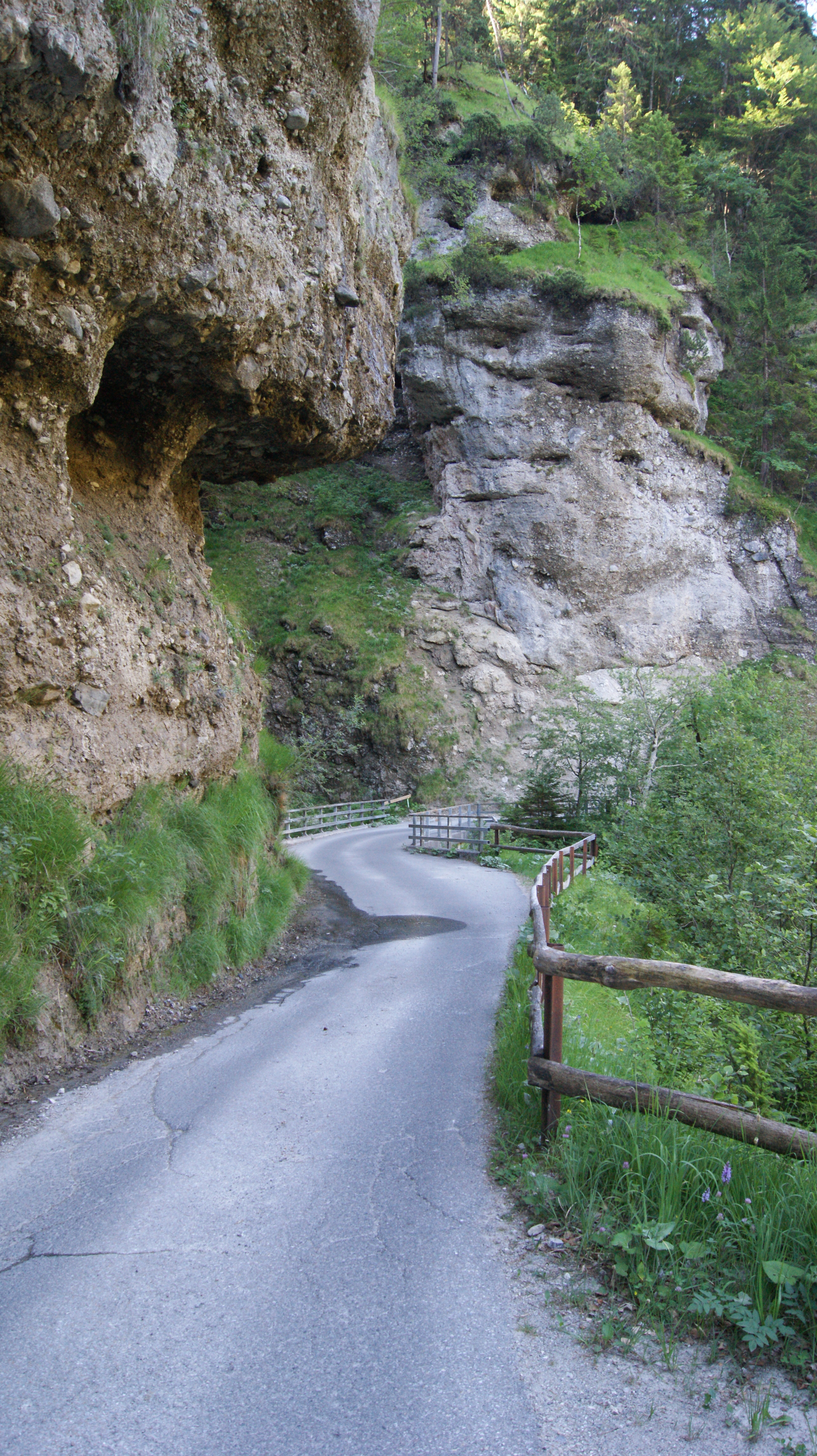
Mengschlucht bei Hochbruck

Die Mengschlucht ist eine Schlucht im österreichischen Bundesland Vorarlberg dicht an der Grenze zum Fürstentum Liechtenstein, die vor allem während der letzten Eiszeit geformt wurde und von der Meng durchflossen wird. Die Schlucht ist Teil des Gamperdonatals. Es handelt sich dabei um ein Gebiet, das ökologisch (Mengschlucht mit den Schluchtwäldern) und im unteren Bereich nahe dem Ortszentrum von Nenzing auch für die Naherholung der Bevölkerung von besonderer Bedeutung ist.

## Lage und Verlauf
Die Mengschlucht verläuft von Nenzing gesehen im unteren Bereich von Osten nach Westen. In der Nähe des Hocheck (etwa 747 m ü. A.) ändert die Mengschlucht den Verlauf in einem etwa rechten Winkel (etwa zwischen Gewässerkilometer 2,90 und 2,82) und verläuft nun weitgehend von Süden nach Norden.

## Geologie und Flora
Die Mengschlucht ist ein Teil des Gamperdonatals und hat im engeren Sinne etwa eine Länge von 5 Kilometern. Sie beginnt bei Kühbruck, etwa bei GwKm 7,30 und endet in Nenzing vor dem Ortsgebiet etwa bei GwKm 2,0, wo die Meng eine kurze Wegstrecke später in ein enges Steinbett gezwängt wird. Etwa bei Gewässerkilometer (GwKm) 5,47 bei 765 m ü. A. fließt der Gampbach (Gampbachwasserfall) in die Mengschlucht ein.
Die Mengschlucht und Gampbach bilden zusammen ein im Vorarlberger Biotopverzeichnis aufgenommenes Ensemble mit 182,7 ha.

### Geologie
Die Meng durchfließt die Mengschlucht im untersten Abschnitt einen Flyschbereich mit vereinzeltem Tuffvorkommen. Im oberen Bereich und im Gampbachtal sind verschiedene Konglomerate mit teils sehr eindrucksvollen Felswänden zu finden.

### Flora
Der unteren Abschnitte von Meng und Gampbach bildet nischenreiche Schluchtbiotope mit Wildnischarakter. Über weite Strecken sind naturnahe Wälder zu finden, vor allem mit Föhren- und Spirkenbeständen. Daneben finden sich verschiedenste Felslebensräume, so unter anderem die seltene Gesellschaft der Kurzährigen Segge (Carex brachystachys) an überrieselten Kalktuff-Felsen, aber auch sehr schöne Kalktuff-Quellfluren. Bei den Steilhangwäldern handelt es sich vorwiegend um kraut- und hochstaudenreiche Buchen- und Buchen-Tannenwälder, die nur in den oberen Lagen (speziell entlang des Gampbachs) und an Sonderstandorten (Fels) von nadelholzdominierten Wäldern abgelöst werden. Typische Schluchtwaldgesellschaften sind ebenso wie Auwälder nur sehr kleinflächig ausgebildet, es handelt sich hierbei im Wesentlichen um Grauerlen-Bestände. Auf Sonderstandorten kann die Spirke (Pinus uncinata) in sehr tiefe Lagen vordringen und bildet gemeinsam mit der Rotföhre (Pinus sylvestris), aber auch mit Fichte (Picea abies), Bergahorn (Acer pseudoplatanus), Gemeine Eibe (Taxus baccata), Echte Mehlbeere (Sorbus aria) und Gemeiner Wacholder (Juniperus communis) lichte und ausgesprochen artenreiche Wälder. Der zumeist vom Rohr-Pfeifengras (Molinia arundinacea) dominierte Unterwuchs beherbergt zahlreiche Kräuter und Stauden, wie etwa Rispige Graslilie (Anthericum ramosum), Breitblättriges Laserkraut (Laserpitium latifolium), Schwalbenwurz-Enzian (Gentiana asclepiadea) oder das Ochsenauge (Buphthalmum salicifolium). Auf den wärmegetöntesten Felskanzeln wird diese spezielle Waldgesellschaft vom Orchideen-Rotföhrenwald abgelöst. Das Auftreten von Felsstandorten in unterschiedlichster Lage bedingt auch eine sehr große Reichhaltigkeit an verschiedensten Felsspaltengesellschaften. Allen voran erwähnt werden muss die sehr seltene Gesellschaft der Kurzährigen Segge (Carex brachystachys), welche nur an überrieselten Kalktuff-Felsen in schattiger, ausgesprochen luftfeuchter Lage zu finden ist. Am entgegengesetzten Ende der ökologischen Skala stehen die Fluren des Felsen-Fingerkrauts (Potentilla rupestris), welche die stark besonnten Konglomeratwände besiedeln.

### Vorkommen gefährdeter Arten
Weißtanne (Abies alba), Kurzähren-Segge (Carex brachystachys), Rotes Waldvöglein (Cephalanthera rubra), Gelber Frauenschuh (Cypripedium calceolus), Finger-Zahnwurz (Cardamine pentaphyllos), Schwalbenwurz-Enzian (Gentiana asclepiadea), Eibe (Taxus baccata) und Berg-Ulme (Ulmus glabra).

## Begehung
Die Mengschlucht ist lediglich im unteren Teil von Nenzing kommend über etwa einen Kilometer gut begehbar ausgebaut. Die restliche Schlucht ist vom Gamperdonaweg (Mautstraße ab Stellfeder) einsehbar, der Schluchtgrund ist bis Kühbruck aber nicht durchgängig begehbar.

## Wirtschaftliche Nutzung

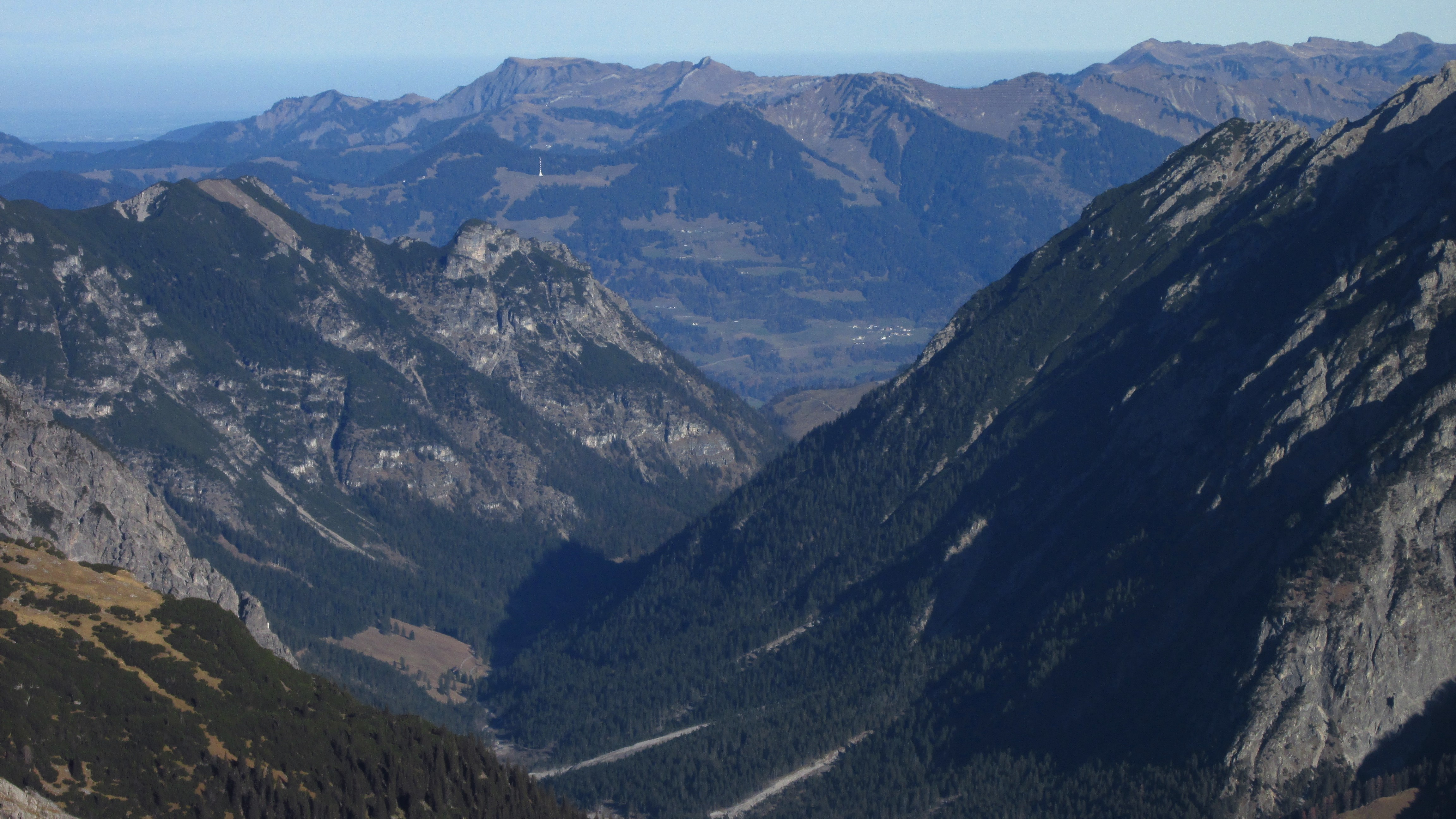
Blick von Süden ins Tal der Meng

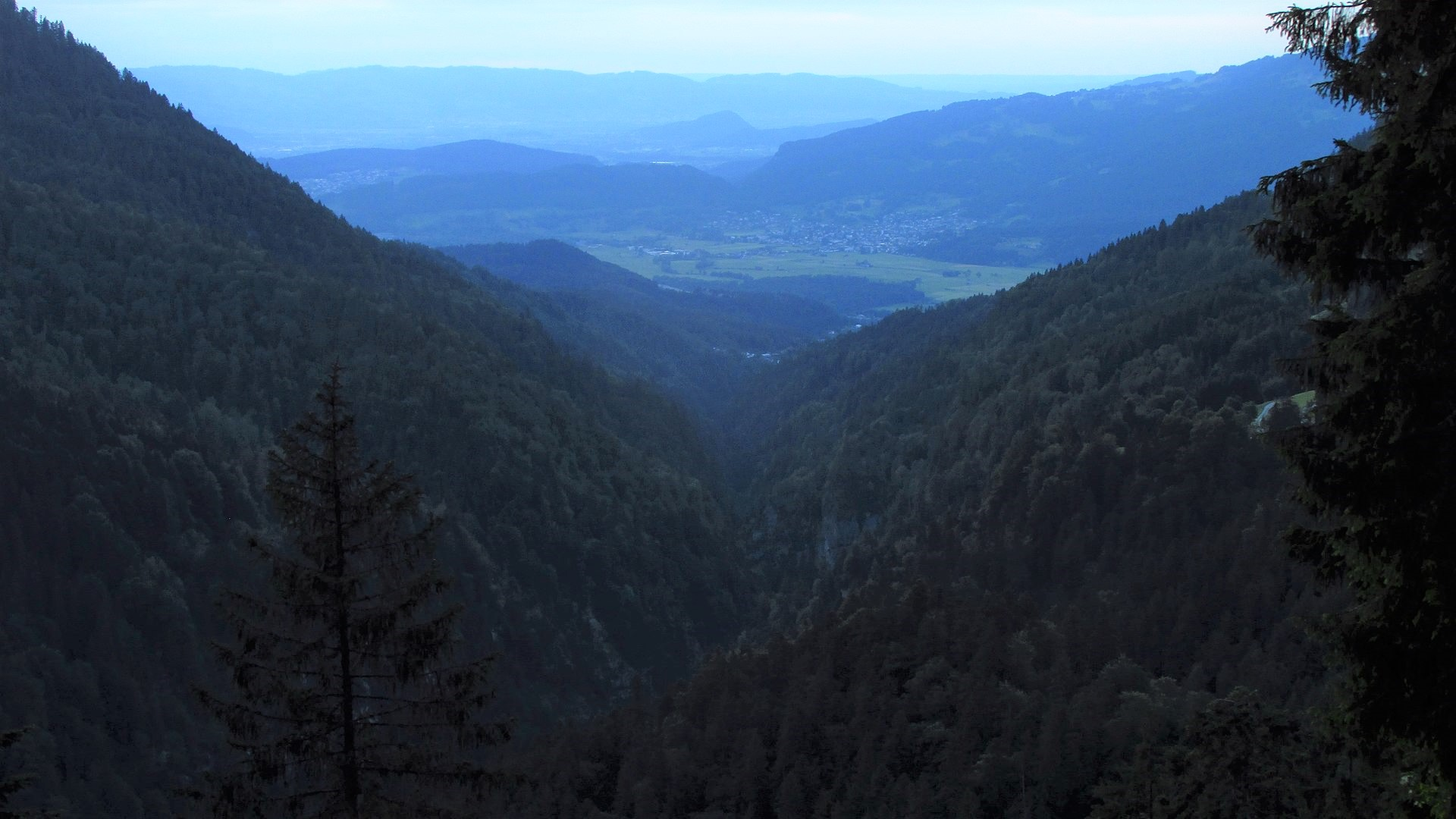
Blick von Süden in die Mengschlucht

Die Meng wurde bis in die zweite Hälfte des 20. Jahrhunderts zum Flößen genutzt, da geeignete Wege zum kostengünstigen Abtransport des Holzes fehlten. Bei dieser sehr gefährlichen Arbeit gab es immer wieder tödliche Unfälle. Das geflößte Holz wurde an einem Triftplatz, der in Höhe des heutigen Spar-Marktes und später etwas flussaufwärts, nahe am Schluchtausgang, lag, aus dem Wasser geholt. 1896/1897 errichtete die Fa. Getzner im Eingangsbereich der Mengschlucht ein Kraftwerk für die Energieversorgung des Spinnereibetriebs in Nenzing. Das Kraftwerk war bis 1984 in Betrieb. Die inzwischen verfallende Wasserfassung kann besichtigt werden. Der dort beginnende, 940 m lange Wasserüberleitungsstollen zur Quadrätscha wurde zugemauert. Eine aktive Wasserfassung der illwerke vkw befindet sich flussaufwärts in etwa 670 m Höhe. Mit ihr wird Mengwasser in den Stollen Rodundwerke – Walgauwerk eingeleitet. Diese Fassung ist aufgrund des schroffen Geländes nur über einen (nur für Mitarbeiter zugänglichen) Tunnel erreichbar. Die Firma plant ein neues Meng-Kraftwerk. Dieses soll rund 7400 Haushalte mit elektrischer Energie versorgen. Geplant sind eine Turbinenleistung (Peltonturbine) von etwa 7 bis 10 MW und etwa 23 bis 37 GWh Jahresenergieumwandlung. Hierzu soll kurz nach dem Zufluss Großtal ein Einlaufbauwerk errichtet werden, das über einen unterirdischen Stollen das Wasser mit einer Fallhöhe von etwa 400 Metern zum Kraftwerk führt. Das Krafthaus (Stollenkraftwerk) soll in der Nähe der früheren Mengbachfassung errichtet werden.
Anlässlich des Alpenhochwassers 2005, als das Wasser der Meng bis nahe an die Unterkante der Brücke der Bahnstrecke Lindau–Bludenz reichte und eine Verklausung drohte, musste 2012/2013 eine massive Geschiebe- und Wildholzsperre kurz vor dem Ortsgebiet von Nenzing durch die Wildbach- und Lawinenverbauung errichtet werden. Die Sperre ist für ein HQ 150 ausgelegt, hinter ihr befinden sich 80 000 m³ Stauraum für Geschiebe und Treibholz. Im Zuge dieser Bauarbeiten wurde die Meng unterhalb dieser Sperre nach Plänen von Bertram Sonderegger aus Göfis renaturiert. Es entstand ein Park, der der Bevölkerung nun als weiteres Naherholungsgebiet zur Verfügung steht.